# Dana Hojsáková
Dana Hojsáková, coniugata Aaltonen (Most, 14 gennaio 1958), è un'ex cestista cecoslovacca.

## Carriera
Con la Cecoslovacchia ha disputato due edizioni dei Campionati europei (1978, 1980).